# 너는 인정사정 보지마라
너는 인정사정 보지마라는 한국에서 제작된 전우열 감독의 1970년 영화이다. 독고성 등이 주연으로 출연하였고 이종벽 등이 제작에 참여하였다.

## 출연

### 주연
- 독고성
- 남정임
- 장동휘

## 제작진
- 원작자: 권룡
- 조명: 고해진
- 미술: 조경환